# Michel Gaudin
Pour les articles homonymes, voir Gaudin.
Michel Gaudin, né le 9 août 1948 à Cosne-Cours-sur-Loire (Nièvre), est un haut fonctionnaire français. Préfet, il a été préfet du Gard de 1998 à 2002, puis directeur général de la police nationale de 2002 à 2007 et enfin préfet de police de Paris du 23 mai 2007 au 30 mai 2012. Il est ensuite directeur du cabinet de l'ancien président de la République française, Nicolas Sarkozy.

## Formation
Fils d'un boulanger,, Michel Gaudin est titulaire d'une maîtrise de droit, d'un diplôme d'études supérieures (DES) de droit public et d'un DES de sciences politiques. De 1980 à 1982, il est élève de l'École nationale d'administration (ENA) au sein de la promotion Henri François d'Aguesseau.

## Carrière
À la sortie de l'ENA, Michel Gaudin devient administrateur civil et est nommé sous-préfet, directeur du cabinet du commissaire de la République d’Indre-et-Loire. L'année suivante, il devient commissaire-adjoint de la République d’Aubusson. Il est ensuite nommé secrétaire général de la préfecture de Loir-et-Cher en 1985.
En 1988, il est détaché auprès du département des Hauts-de-Seine, d'abord en tant qu'adjoint avant d'être titularisé directeur général des services du département en 1991. Ce poste l'amène à travailler avec Charles Pasqua, président du conseil départemental et à rencontrer Nicolas Sarkozy, alors maire de Neuilly-sur-Seine.
En 1993, promu administrateur civil hors classe, il rejoint la direction générale de la Police nationale (DGPN) en tant que directeur du personnel et de la formation. Il intervient lors de la prise d'otages de la maternelle de Neuilly la même année[réf. souhaitée]. Le 20 janvier 1995, il devient directeur de l’administration de la police nationale (DAPN). 
Le 27 avril 1995, Michel Gaudin est nommé préfet et reçoit sa titularisation dans le corps préfectoral un an plus tard, le 21 février 1996. Radié du corps des administrateurs civils à la même date, il est maintenu dans ses fonctions de DAPN en qualité de préfet en service détaché jusqu'à sa nomination comme préfet du Gard le 3 juin 1998.
Le 1er juillet 2002, il est à nouveau placé en position de service détaché et nommé directeur général de la police nationale par Nicolas Sarkozy, ministre de l'Intérieur,,. Enfin, après l'élection de ce dernier à la présidence de la République, Michel Gaudin est nommé préfet de police de Paris le 25 mai 2007  (entrée effective en fonction le 11 juin 2007)[réf. souhaitée].
Il reste préfet de police pendant l'ensemble du quinquennat de Nicolas Sarkozy. Il est ensuite perçu comme trop proche de ce dernier par le nouveau président de la République François Hollande,,,. Son limogeage de la préfecture de police lui est annoncé par le ministre de l'Intérieur Manuel Valls et officialisé par le conseil des ministres du 30 mai 2012. Son remplaçant est Bernard Boucault, directeur de l’ENA.
Michel Gaudin est ensuite nommé conseiller d'État en service extraordinaire (section de l'Intérieur) du 7 juin 2012 au 1er septembre 2016,. Le ministère de l'Intérieur contrôle alors qu'il exerce cette fonction de manière effective. Dans le même moment, il devient en effet directeur du cabinet de l'ancien président Nicolas Sarkozy.

## Affaires judiciaires
Michel Gaudin a été interrogé le 15 décembre 2011 en qualité de témoin assisté. Il est soupçonné d'avoir commandité une enquête contre des policiers jugés trop éloignés de Nicolas Sarkozy, voire étant des sympathisants de gauche. Michel Gaudin a signé les arrêtés de suspension visant les fonctionnaires injustement accusés. Il est notamment reproché à Michel Gaudin de s’être appuyé sur des éléments judiciaires dont ils n’auraient pas dû avoir connaissance. Ils[Qui ?] ont soutenu que des éléments concrets visant les agents des affaires réservées avaient été obtenus par l’Inspection générale de la Police nationale (IGPN). L'enquête en question, qui a conduit à la mise à pied de plusieurs fonctionnaires, aurait été truquée et basée sur de fausses pièces à conviction.
Le 17 décembre 2013, Michel Gaudin est placé en garde à vue en même temps que Claude Guéant, dans l'affaire des primes de cabinet en liquide. Le 13 novembre 2015, il est condamné par le tribunal correctionnel de Paris pour « détournement de fonds publics et recel » à 10 mois de prison, pour avoir versé, lorsqu'il était directeur général de la police nationale, au bénéfice de Claude Guéant, alors directeur de cabinet du ministre de l'Intérieur, et de trois membres du cabinet, des fonds en liquide prélevés sur les frais d'enquête et de surveillance normalement destinés aux policiers.
Le 19 janvier 2016, son ancien directeur de cabinet à la Direction Générale de la Police Nationale, l'ancien commissaire divisionnaire Alain Gardère, devenu préfet en 2011, est placé en garde à vue pour des faits présumés de corruption, trafic d'influence, abus de biens sociaux et d'autorité, prise illégale d'intérêts, ce qui entraîne sa suspension de ses responsabilités au Conseil national des activités privées de sécurité.
Par décret du 19 juin 2020, Michel Gaudin est suspendu pour une durée de cinq ans de l’exercice des droits et prérogatives attachés à sa qualité de commandeur de la Légion d’honneur et du droit de porter les insignes de toutes décorations françaises ou étrangères.

## Récompenses et distinctions

### Décorations
- Commandeur de la Légion d'honneur (2009[29]) — suspendu pour cinq ans de 2020 à 2025[28].
  -  Officier de la Légion d'honneur (2004[30]) — suspendu pour cinq ans de 2020 à 2025[28].
  -  Chevalier de la Légion d'honneur (1996[31]) — suspendu pour cinq ans de 2020 à 2025[28].
- Officier de l'ordre national du Mérite (2002[32]) — suspendu pour cinq ans de 2020 à 2025[28].
  -  Chevalier de l'ordre national du Mérite (1994)[32]) — suspendu pour cinq ans de 2020 à 2025[28].
- Chevalier de l'ordre des Palmes académiques — suspendu pour cinq ans de 2020 à 2025[28].
- Officier de l'ordre du Mérite agricole — suspendu pour cinq ans de 2020 à 2025[28].
- Médaille d'honneur de la Police nationale — suspendu pour cinq ans de 2020 à 2025[28].
- Commandeur de l'ordre national (Côte d'Ivoire) en janvier 2012[réf. souhaitée].